# War of the Worlds (2014)
War of the Worlds (2014) est un pay-per-view de catch produit par la Ring of Honor (ROH) et par la New Japan Pro Wrestling (NJPW), qui est disponible uniquement en ligne et par Ustream. Le PPV s'est déroulé le 17 mai 2014 au Hammerstein Ballroom à Manhattan, dans l'état de New York. Ce sera la 1re édition de War of the Worlds de l'histoire de la ROH. C'est également le second pay-per-view qui s'effectue en collaboration entre la ROH et la NJPW, après Global Wars (2014).

## Contexte
Les spectacles de la Ring of Honor en paiement à la séance sont constitués de matchs aux résultats prédéterminés par les scénaristes de la ROH. Ces rencontres sont justifiées par des storylines - une rivalité avec un catcheur, la plupart du temps - ou par des qualifications survenues au cours de shows précédant l'évènement. Tous les catcheurs possèdent un gimmick, c'est-à-dire qu'ils incarnent un personnage face (gentil) ou heel (méchant), qui évolue au fil des rencontres. Un pay-per-view comme War of the Worlds est donc un événement tournant pour les différentes storylines en cours.

### A.J. Styles vs. Michael Elgin vs. Kazuchika Okada

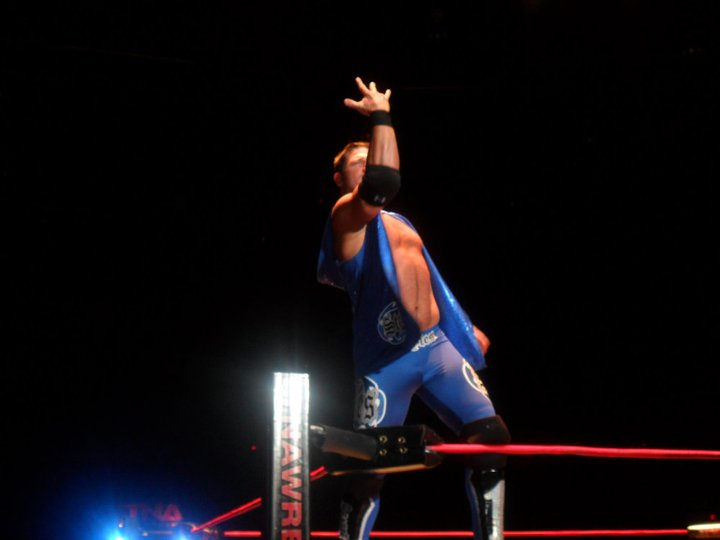
A.J Styles défend son IWGP Heavyweight Championship face à Michael Elgin et Kazuchika Okada.

Le 22 février, une première confrontation entre A.J. Styles et Michael Elgin se termine en match nul après la fin du temps limite. Le second match entre les deux lutteurs se déroule le 19 avril lors de Second To None, où le vainqueur de ce match remporte une opportunité pour le ROH World Championship. Le match fut remporté par Elgin. Lors de Supercard of Honor VIII, Michael Elgin bat Kevin Steen et devient challenger n°1 pour le IWGP Heavyweight Championship, le titre suprême de la New Japan Pro Wrestling détenu alors par Kazuchika Okada. Cependant, peu après son arrivée à la NJPW, lors de Wrestling Dontaku, A.J. Styles
bat Kazuchika Okada et remporte le IWGP Heavyweight Championship. Le 10 mai, lors de Global Wars (2014), A.J. Styles fait équipe avec Karl Anderson et battent Kazuchika Okada et Gedo. À la suite d'une blessure de Cedric Alexander, Kazuchika Okada est placé dans le match pour le IWGP Heavyweight Championship.

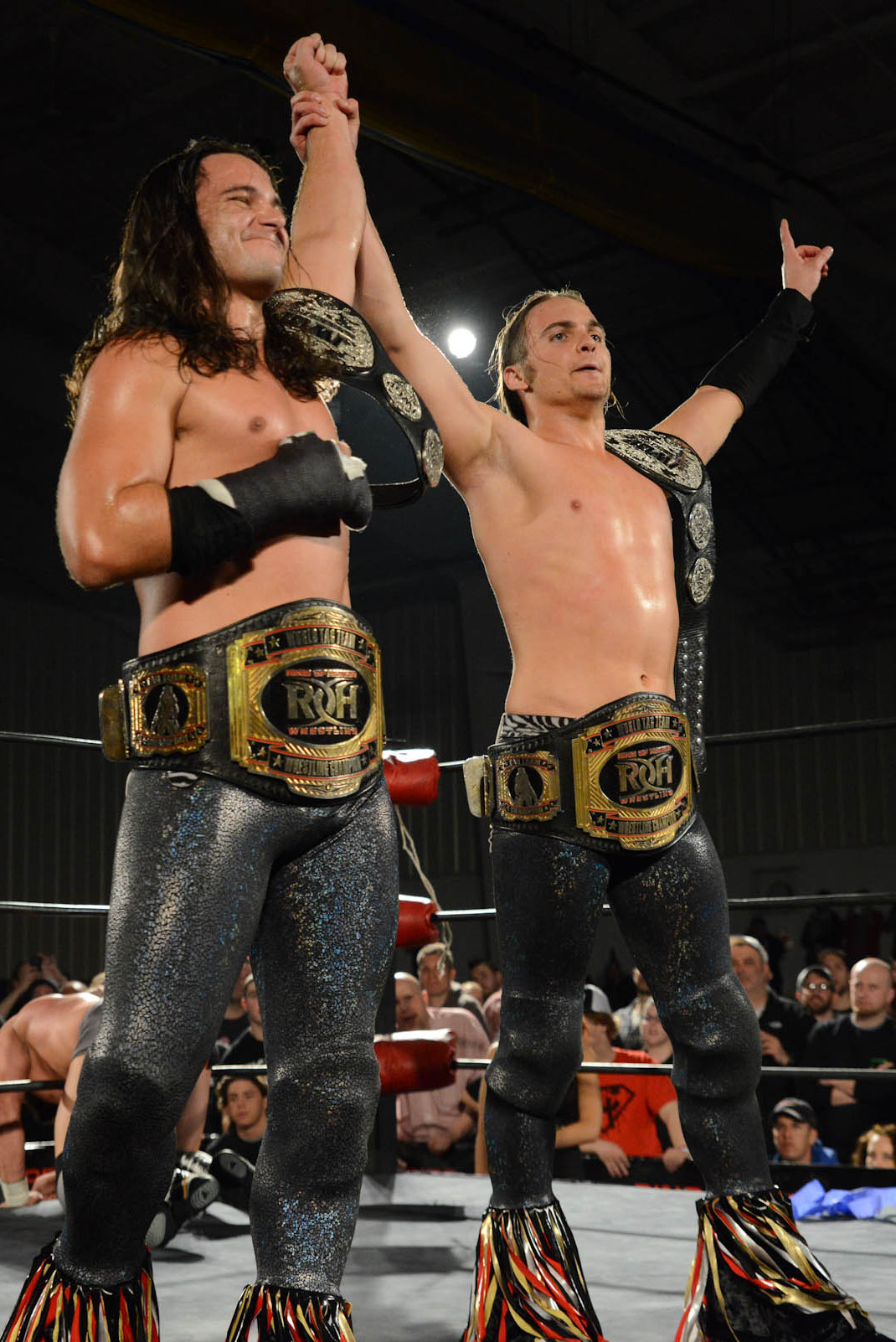
Les Young Bucks mettent leurs ceintures en jeu face aux ReDRagon.

### Young Bucks vs. ReDRagon
Le 8 mars, lors de ROH Raising The Bar - Night 2, The Young Bucks remportent les ROH World Tag Team Championship en battant les champions ReDRagon. Lors de Supercard of Honor VIII, les ReDRagon battent Forever Hooligans et Hanson & Raymond Rowe et deviennent challengers pour les titres par équipes.

### Adam Cole vs. Jushin Thunder Liger
La NJPW et la ROH ont annoncé que le vainqueur du match entre Kevin Steen et Adam Cole du 10 mai, affronterait Jushin Thunder Liger pour le titre mondial de la ROH. Le 10 mai, lors de Global Wars (2014), Adam Cole bat Kevin Steen et conserve son ROH World Championship. De son côté, Jushin Liger a fait équipe avec Hiroshi Tanahashi pour battre Shinsuke Nakamura & Jado.

### Bullet Club vs. The Briscoe Brothers
Le 6 avril, lors de Invasion Attacks, le Bullet Club (Doc Gallows & Karl Anderson) conserve les titres par équipe de la NJPW face à Meiyu Tag (Hirooki Goto & Katsuyori Shibata). La ROH a ensuite désigné les huit fois champions par équipe, les Briscoe Brothers, pour affronter Bullet Club pour les IWGP Tag Team Championship.

## Matchs
| #                                                                | Matchs, | Stipulation                                            | Durée |
| ---------------------------------------------------------------- | --- | ------------------------------------------------------ | ----- |
| Dark                                                             | Caprice Coleman bat Adam Page (avec Jimmy Jacobs)                                                                                | Match simple                                           |       |
| 1                                                                | ACH, Matt Taven & Tommaso Ciampa battent Forever Hooligans (Rocky Romero & Alex Koslov) & Takaaki Watanabe                       | Six man Tag Team match                                 | 9:12  |
| 2                                                                | The Decade (B.J. Whitmer & Roderick Strong) (avec Jimmy Jacobs et Adam Page) battent The World Class Tag Team (Jado (en) & Gedo) | Tag Team match                                         | 8:34  |
| 3                                                                | Jay Lethal (c) (avec Truth Martini) bat KUSHIDA                                                                                  | Match simple pour le ROH World Television Championship | 11:35 |
| 4                                                                | Bullet Club (Doc Gallows & Karl Anderson) (c) battent The Briscoe Brothers (Jay Briscoe & Mark Briscoe)                          | Tag Team match pour les IWGP Tag Team Championship     | 10:30 |
| 5                                                                | Shinsuke Nakamura bat Kevin Steen                                                                                                | Match simple                                           | 12:19 |
| 6                                                                | Hiroshi Tanahashi bat Michael Bennett (avec Maria Kanellis)                                                                      | Match simple                                           | 13:26 |
| 7                                                                | reDRagon (Kyle O'Reilly & Bobby Fish) (avec Tom Lawlor) battent The Young Bucks (Nick Jackson & Matt Jackson) (c)                | Tag Team match pour le ROH World Tag Team Championship | 12:43 |
| 8                                                                | Adam Cole (c) bat Jushin Thunder Liger                                                                                           | Match simple pour le ROH World Championship            | 13:20 |
| 9                                                                | A.J. Styles (c) bat Michael Elgin et Kazuchika Okada,                                                                            | Three Way match pour le IWGP Heavyweight Championship  | 17:18 |
| (c) désigne le(s) champion(s) défendant son titre dans le match. | |                                                        |       |

## Anecdotes
- Les ReDRagon était accompagnés aux abords du ring par un lutteur MMA « Flithy » Tom Lawlor.
- Une vidéo promotionnelle a été diffusée pour montrer le retour de Bad Influence à la ROH et la présence de Christopher Daniels dès le 22 juin à Best in the World (2014)[16].